# Werner Gneist
Werner Gneist (* 10. März 1898 in Ulm; † 19. August 1980 in Kirchheim unter Teck) war ein deutscher Liederkomponist. Zu seinen bekanntesten Liedern gehören Es tagt, der Sonne Morgenstrahl weckt alle Kreatur, der Geburtstagskanon Viel Glück und viel Segen und Harmonie der Sterne. Er vertonte unter anderen Gedichte von Christian Morgenstern, Joseph von Eichendorff und Eduard Mörike.
Seine Tochter Christine Flückiger-Gneist schrieb über sein Leben den Roman Die Diamantstraße.

## Leben
Der am 10. März 1898 in Ulm geborene Werner Gneist wuchs in Breslau auf. Er erhielt eine musikalische Erziehung. Bedingt durch den Tod seines Vaters musste er 1912 die Schule verlassen und begann eine Lehre. In den 1920er Jahren schloss er sich der Singbewegung an und engagierte sich neben Walther Hensel als Singleiter. 1932 heiratete er Gertrud Huber, mit der er vier Kinder bekam. Die Familie lebte in Bunzlau in Niederschlesien, wo Gneist als Volksschullehrer Musikunterricht erteilte.
Da sich Gneist weigerte, der NSDAP beizutreten, erfolgte 1938 eine Strafversetzung nach Tillendorf. Dort arbeitete er auch als Kantor der evangelischen Schule. 1941/42 war er als Musiklehrer im böhmischen Trautenau tätig. 
1944 erfolgte der Einzug in die Wehrmacht. Als Nachrichtensoldat diente er kurzzeitig an der Ostfront.
Die Nachkriegszeit verlebte Gneist in Kirchheim unter Teck, wo er an seine vorherige Tätigkeit als Musiklehrer anknüpften konnte. So unterrichtete er zunächst am Hauswirtschaftlichen Seminar und später an der Kirchheimer Mittelschule. Für die Lokalzeitung Der Teckbote schrieb er zudem Rezensionen.
Seine neue Heimatgemeinde ehrte den Komponisten für seine Verdienste zum Beitrag des kulturellen Lebens der Stadt am 10. März 1973 mit der Verleihung der Konrad-Widerholt-Gedenkmünze. An seiner alten Wirkungsstätte, der heutigen Freihof-Realschule, erinnert zudem eine Gedenktafel an Gneist.

## Nachlass
Werner Gneist hat ein umfangreiches musikalisches und literarisches Werk hinterlassen, das größtenteils nie veröffentlicht wurde. Der Nachlass wurde von seinen Töchtern geordnet und kann im Archiv der deutschen Jugendbewegung in der Burg Ludwigstein bei Witzenhausen eingesehen werden.

## Werke
- Es tagt der Sonne Morgenstrahl und Ihr kleinen Vögelein. Bärenreiter-Chorblatt Nr. 3 (1947), Einzelblatt.
- Glaube und Abendgebet. Bärenreiter-Chorblatt Nr. 23 (1947), Einzelblatt.
- Holder Mond, du silbern Schifflein. Auf: Bärenreiter-Chorblatt Nr. 36 (1947), Einzelblatt (zusammen mit 2 Sätzen von Karl Marx).
- Ihr kleinen Vögelein. Bärenreiter-Chorblatt Nr. 38 (1947), Einzelblatt.
- Sterbelied und Totenlied. Bärenreiter-Chorblatt Nr. 51 (1948), Einzelblatt.
- Der Tag beginnt mit Prangen und Schenke, Herr, uns Ruhelosen. Bärenreiter-Chorblatt Nr. 66 (1948), Einzelblatt.
- Es tagt. Bärenreiter-Chorblatt Nr. 69 (1948), Einzelblatt (zusammen mit einem Satz von Walther Hensel).
- Heimat und Tod, mein Freund. Bärenreiter-Chorblatt Nr. 84 (1948), Einzelblatt.
- Mein Aug erwacht und Sieh nicht, was andre tun. Bärenreiter-Chorblatt Nr. 85 (1948), Einzelblatt.
- Kleines Chorbuch (= Der Chorsinger, Bärenreiter-Ausgabe 2719). Bärenreiter, Kassel/Basel/London [um 1952], DNB 1002824206.
- Kleines Liederbuch (= Bärenreiter-Ausgabe. 1253). Bärenreiter, Kassel/Basel/Paris/London/New York 1941, DNB 573483787.